# Kassian Lauterer

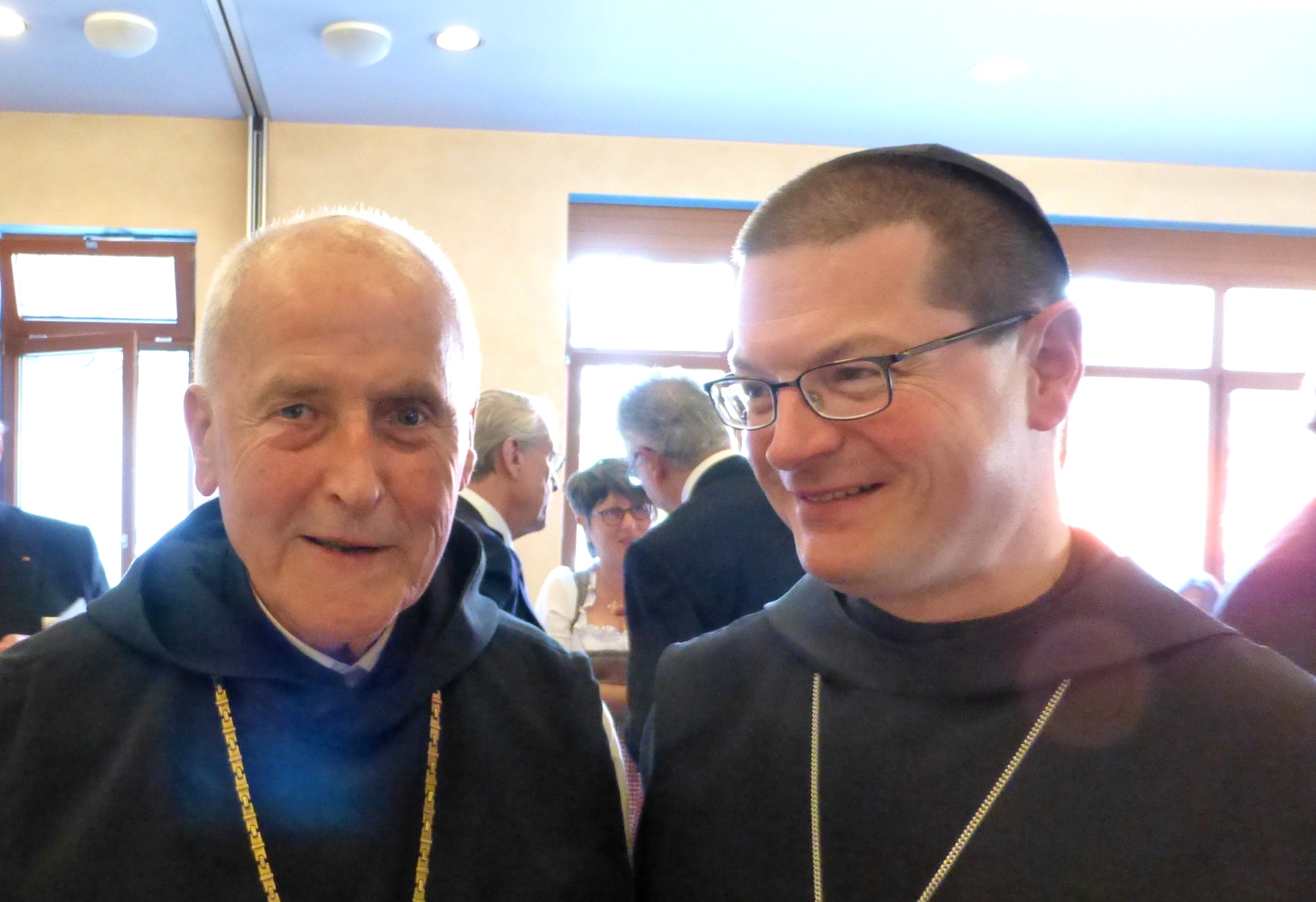
Altabt Kassian Lauterer OCist (links) mit Erzabt Tutilo Burger OSB

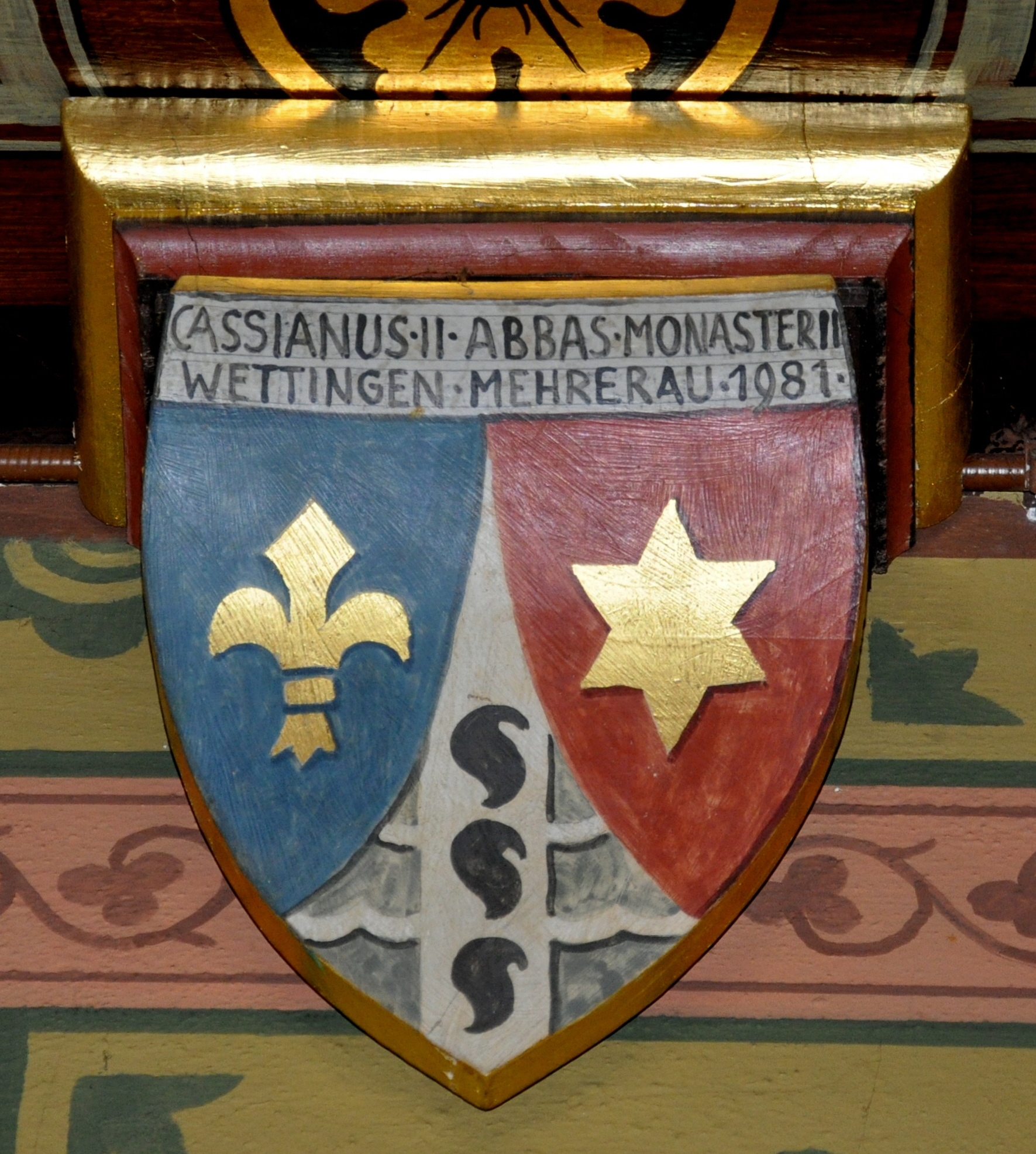
Wappen von Abt Kassian II. Lauterer in der Collegiumskapelle Mehrerau

 Kassian Lauterer OCist (* 29. Jänner 1934 in Bregenz, Vorarlberg als Otto Lauterer; † 19. Oktober 2022 ebenda) war Zisterzienser und Abt der Territorialabtei Wettingen-Mehrerau.

## Leben
Otto Lauterer, dritter Sohn von Peter und Maria Lauterer in Bregenz, trat am 19. August 1951 während seiner Schulzeit am Gymnasium der Abtei Mehrerau in das Noviziat der Zisterzienserabtei ein und erhielt zu Ehren des verdienten Abtes Kassian Haid den Ordensnamen Kassian. Er studierte Katholische Theologie und Philosophie an der theologischen Lehranstalt der Abtei, seit 1955 in Fribourg, Schweiz. Er empfing am 6. August 1957 das Sakrament der Priesterweihe durch Diözesanbischof Bruno Wechner und wurde Lehrer für Philosophie und Religion und Präfekt im Internat. 1960 wurde er in Fribourg zum Doktor der Theologie promoviert.
Am 19. August 1968 wurde er zum 52. Abt von Wettingen und Prior von Mehrerau (so der offizielle Titel) gewählt. Der Abt von Mehrerau ist zugleich Vorsteher der Mehrerauer Kongregation. Nach der päpstlichen Bestätigung am 31. August fand die Abtsweihe durch Kardinal Erzbischof Benno Gut am 26. Oktober 1968 statt. Sein Wahlspruch lautete: Bona voluntate servire („Im guten Willen dienen“ bzw. „Bereitwillig dienen“). Seit 1975 leitete er die Ordenskonferenz der Diözese Feldkirch. Als Abt einer Gefreiten Abtei war Lauterer seit 1983 auch Mitglied der Österreichischen Bischofskonferenz. Am 29. Januar 2009 nahm Papst Benedikt XVI. sein aus Altersgründen vorgebrachtes Rücktrittsgesuch an.
1977 wurde Kassian Lauterer von Kardinal-Großmeister Maximilien de Fürstenberg zum Großoffizier des Päpstlichen Ritterordens vom Heiligen Grab zu Jerusalem ernannt und am 5. Dezember 1977 in Innsbruck durch Bischof Jakob Weinbacher, den Großprior des Päpstlichen Laienordens in Österreich investiert. Lauterer war 1978 Gründungsprior der Komturei Bregenz, die er wesentlich mitaufbaute und als Prior bis 2009 begleitete.
Lauterer unterrichtete bis zu seiner Pensionierung Religion am Collegium Bernardi. Im Zuge der Aufdeckung mehrerer Missbrauchsskandale in Deutschland und Österreich wurde Lauterer im Jahr 2012 vorgeworfen, er habe einen bekannt pädophilen Priester nicht nur im Internat eingesetzt, sondern nach dem neuerlichen Bekanntwerden von sexuellen Übergriffen die betroffenen Opfer zum Stillschweigen aufgefordert, die Versetzung eines Täters veranlasst und eine Anzeige unterlassen. Lauterer hat die Vorwürfe bestritten.
Kassian Lauterer verstarb am 19. Oktober 2022 im Landeskrankenhaus Bregenz.

## Ehrungen und Auszeichnungen
- Großes Silbernes Ehrenzeichen mit dem Stern für Verdienste um die Republik Österreich (2008)[5]
- Goldenes Ehrenzeichen des Landes Vorarlberg (1993)
- Ehrenring der Landeshauptstadt Bregenz (1990)
- Ehrenmitglied KaV Marco-Danubia Wien (1989)

## Publikationen
- Bibliographica Monastica (4). Gedruckte Schriften von Kassian Lauterer, in: Cistercienser-Chronik 119 (2012), S. 63–70. (Verzeichnis seiner Publikationen bis 2012).
- Im Dienst des Evangeliums und des Ordens. Predigten, Ansprachen und Zeitungskommentare. Karlheinz Lauda (Hrsg.), ISBN 3-85298-122-0.
- Konrad von Ebrach S.O. Cist. Lebenslauf und Schriften. In: Analecta Cisterciensia. Bd. 17, 1961, S. 151–214.
- Zur Wirkungsgeschichte der Fürstenfelder Reformstatuten von 1595 bis zu den Zisterziensern der 20. Jahrhunderts. In: H. Nehlsen und K. Wollenberg (Hrsg.): Zisterzienser zwischen Zentralisierung und Regionalisierung. 400 Jahre Fürstenfelder Äbtetreffen, Frankfurt a. M. 1998, ISBN 3-631-32177-5, S. 713–727.